# Steve Harris (baloncestista)
Steven Dwayne Harris (Kansas City, Misuri, 15 de octubre de 1963-Broken Arrow, Oklahoma, 22 de febrero de 2016) fue un baloncestista estadounidense que disputó 5 temporadas de la NBA. Con 1,96 metros de estatura, jugaba en la posición de escolta. Acabó su trayectoria profesional jugando dos temporadas en la CBA.

## Trayectoria deportiva

### Universidad
Jugó durante cuatro temporadas con los Golden Hurricane de la Universidad de Tulsa, en las que promedió 18,6 puntos y 3,5 rebotes por partido. Fue elegido mejor novato del año de la Missouri Valley Conference en 1982, y en el mejor quinteto de la misma los tres años siguientes. Llegó a ser el máximo anotador histórico de su universidad, consiguiendo 2.272 puntos.

### Profesional
Fue elegido en la decimonovena posición del 1985 por Houston Rockets, equipo con el que firmó un contrato por cuatro temporadas. No contó demasiado para su entrenador Bill Fitch en sus dos primeros años en Texas, jugando ocho minutos y medio por partido en la temporada 1985-86, anotando 4,5 puntos por partido, y poco más de 15 minutos en su segundo año.
Mediada la temporada 1987-88 fue traspasado a Golden State Warriors junto con Ralph Sampson a cambio de Joe Barry Carroll, Sleepy Floyd y dinero. donde jugó sus mejores partidos como profesional, promediando más de 10 puntos por partido. A pesar de ello, no le fue renovado el contrato. Al año siguiente firmó un contrato por diez días como agente libre con Detroit Pistons, en los que únicamente disputó tres partidos, promediando unos escasos 1,3 puntos por noche.
Al año siguiente firmó nuevamente un contrato de diez días, esta vez con Los Angeles Clippers, siéndole renovado hasta final de la temporada, en el que sería su último año en la NBA. Jugó posteriormente dos temporadas con los Columbus Horizon de la CBA antes de retirarse definitivamente. En sus cinco temporadas en la NBA promedió 7,0 puntos y 1,8 rebotes por partido.

## Estadísticas de su carrera en la NBA

### Temporada regular
| Temporada | Edad | Equipo                | Liga | P   | TIT | MIN  | TC  | TCA | %TC  | 3P  | 3PA | %3P  | TL  | TLA | %TL   | R.OF. | R.DEF. | REB | ASIS | ROB | TAP | PER | FP  | PTS  |
| 1985-86   | 22   | Houston Rockets       | NBA  | 57  | 0   | 8.5  | 1.8 | 4.1 | .442 | 0.0 | 0.1 | .200 | 0.9 | 0.9 | .926  | 0.4   | 0.6    | 1.0 | 0.9  | 0.4 | 0.1 | 0.6 | 1.0 | 4.5  |
| 1986-87   | 23   | Houston Rockets       | NBA  | 74  | 3   | 15.9 | 3.4 | 8.1 | .419 | 0.0 | 0.1 | .000 | 1.5 | 1.8 | .854  | 1.0   | 1.3    | 2.3 | 1.4  | 0.5 | 0.2 | 1.0 | 1.5 | 8.3  |
| 1987-88   | 24   | TOTAL                 | NBA  | 58  | 26  | 18.7 | 3.8 | 8.4 | .458 | 0.0 | 0.1 | .000 | 1.5 | 1.9 | .788  | 0.9   | 1.3    | 2.2 | 1.5  | 0.9 | 0.1 | 1.0 | 1.5 | 9.2  |
| 1987-88   | 24   | Houston Rockets       | NBA  | 14  | 10  | 14.2 | 2.4 | 6.1 | .395 | 0.0 | 0.1 | .000 | 1.1 | 1.1 | .938  | 0.9   | 0.6    | 1.5 | 1.2  | 0.6 | 0.1 | 0.4 | 1.1 | 5.9  |
| 1987-88   | 24   | Golden State Warriors | NBA  | 44  | 16  | 20.1 | 4.3 | 9.1 | .471 | 0.0 | 0.1 | .000 | 1.7 | 2.2 | .763  | 0.9   | 1.5    | 2.4 | 1.6  | 1.0 | 0.1 | 1.1 | 1.7 | 10.3 |
| 1988-89   | 25   | Detroit Pistons       | NBA  | 3   | 0   | 2.3  | 0.3 | 1.3 | .250 | 0.0 | 0.0 |      | 0.7 | 0.7 | 1.000 | 0.0   | 0.7    | 0.7 | 0.0  | 0.3 | 0.0 | 0.0 | 0.3 | 1.3  |
| 1989-90   | 26   | Los Angeles Clippers  | NBA  | 15  | 0   | 6.2  | 0.9 | 2.7 | .350 | 0.0 | 0.0 |      | 0.2 | 0.3 | .750  | 0.3   | 0.3    | 0.7 | 0.1  | 0.5 | 0.1 | 0.3 | 0.6 | 2.1  |
| Total     |      |                       | NBA  | 207 | 29  | 13.7 | 2.9 | 6.6 | .434 | 0.0 | 0.1 | .050 | 1.2 | 1.5 | .842  | 0.7   | 1.0    | 1.8 | 1.1  | 0.6 | 0.1 | 0.8 | 1.3 | 7.0  |

### Playoffs
| Temporada | Edad | Equipo          | Liga | P  | MIN | TCA | TC | 3PA | 3P | TLA | TL | R.OF. | REB | ASIS | ROB | TAP | PER | FP | PTS | %TC  | %3P  | %FT  | MIN  | PTS | REB | AST |
| 1985-86   | 22   | Houston Rockets | NBA  | 15 | 83  | 14  | 29 | 0   | 0  | 2   | 5  | 5     | 10  | 2    | 4   | 3   | 2   | 3  | 30  | .483 |      | .400 | 5.5  | 2.0 | 0.7 | 0.1 |
| 1986-87   | 23   | Houston Rockets | NBA  | 9  | 91  | 16  | 43 | 0   | 1  | 5   | 6  | 3     | 7   | 5    | 3   | 0   | 3   | 15 | 37  | .372 | .000 | .833 | 10.1 | 4.1 | 0.8 | 0.6 |
| Total     |      |                 | NBA  | 24 | 174 | 30  | 72 | 0   | 1  | 7   | 11 | 8     | 17  | 7    | 7   | 3   | 5   | 18 | 67  | .417 | .000 | .636 | 7.3  | 2.8 | 0.7 | 0.3 |

## Fallecimiento
Harris falleció como consecuencia de un cáncer de colon el 22 de febrero de 2016.